# 59ª Divisione fanteria "Cagliari"
La 59ª Divisione fanteria "Cagliari" fu una grande unità del Regio Esercito, operativa durante la seconda guerra mondiale. Era in particolare una divisione di fanteria da montagna, che si distingueva dalle analoghe unità di fanteria ordinarie per la trazione del Reggimento di artiglieria divisionale, che risultava composto da due gruppi someggiati e di uno carrellato, invece che di due ippotrainati ed uno someggiato e per l'utilizzo di salmerie invece che del classico carreggio. Con il progredire della guerra e la progressiva motorizzazione di una parte considerevole delle artiglierie divisionali, le divisioni da montagna divennero sostanzialmente indistinguibili dalle normali divisioni di fanteria, e la denominazione specifica andò progressivamente in disuso.

## Ordine di battaglia: 1940
- 63º Reggimento fanteria "Cagliari"
- 64º Reggimento fanteria "Cagliari"
- 28ª Legione CC.NN. d'assalto "Randaccio"
  - XXXVIII Battaglione CC.NN. d'assalto "Vercelli"
- 59º Reggimento artiglieria "Cagliari"
- LIX Battaglione mortai da 81
- 591ª Compagnia cannoni controcarri da 47/32 Mod. 1935
- 15ª Compagnia genio artieri
- 59ª Compagnia mista telegrafisti/marconisti
- 29º Ufficio posta militare

## Ordine di battaglia: 1943
- - Comando della fanteria divisionale (Gen. B. Roberto Sequi dal 1º gennaio 1942 poi Gen. B. Alberto Trionfi dal 1º ottobre 1942)
- 63º Reggimento fanteria "Cagliari"
- 64º Reggimento fanteria "Cagliari"
- 363º Reggimento fanteria "Cagliari"
- 28ª Legione CC.NN. d'assalto "Randaccio"
  - XXVIII Battaglione CC.NN. d'assalto "Vercelli"
- 59º Reggimento artiglieria "Cagliari"
- 53ª Compagnia mitraglieri
- 15ª Compagnia genio artieri
- 59ª Compagnia mista telegrafisti/marconisti
- 68ª Sezione fotoelettricisti
- VIII Squadrone/9º Reggimento "Lancieri di Firenze"
- VIII Gruppo artiglieria
- XLVIII Gruppo artiglieria
- XCIII Gruppo artiglieria
- CXIII Gruppo artiglieria
- CLXXXVII Gruppo artiglieria
- CLXXXVIII Gruppo artiglieria
- 57ª Batteria artiglieria contraerei da Breda 20/65 Mod. 1935
- due compagnie/II Battaglione genio
- 215ª Compagnia minuto mantenimento
- III Battaglione Regia Guardia di Finanza

## Comandanti (1939-1943)
- Gen. D. Ruggero Tracchia
- Gen. B. Antonio Scuero
- Gen. B. Giuseppe Gianni
- Gen. D. Paolo Angioy